# 佐賀県道・長崎県道108号曲川心野線
佐賀県道・長崎県道108号曲川心野線（さがけんどう・ながさきけんどう108ごう まがりかわここんのせん）は、佐賀県西松浦郡有田町から長崎県佐世保市に至る一般県道である。

## 概要
佐賀県西松浦郡有田町北ノ川内丙から長崎県佐世保市心野町に至る。ほぼ全区間が山道で、有田町のほんの一部区間を除き、1 - 1.5車線と狭隘で急勾配な坂も存在する。

### 路線データ
- 起点：佐賀県西松浦郡有田町北ノ川内丙（北ノ川内交差点、国道202号交点、佐賀県道298号蔵宿有田線起点）
- 終点：長崎県佐世保市心野町（長崎県道53号柚木三川内線交点）

## 地理

### 通過する自治体
- 佐賀県
  - 西松浦郡有田町
- 長崎県
  - 佐世保市

### 交差する道路
| 交差する道路                      | 都道府県名 | 市町村名 | 市町村名 | 交差する場所 | 交差する場所          |
| --------------------------------- | ---------- | -------- | -------- | ------------ | --------------------- |
| 国道202号 佐賀県道298号蔵宿有田線 | 佐賀県     | 西松浦郡 | 有田町   | 北ノ川内丙   | 北ノ川内交差点 / 起点 |
| 長崎県道53号柚木三川内線          | 長崎県     | 佐世保市 | 佐世保市 | 心野町       | 終点                  |

### 沿線
- 有田町立曲川小学校（起点付近）
- 松浦鉄道西九州線 黒川駅（起点付近）